# Baile en barra

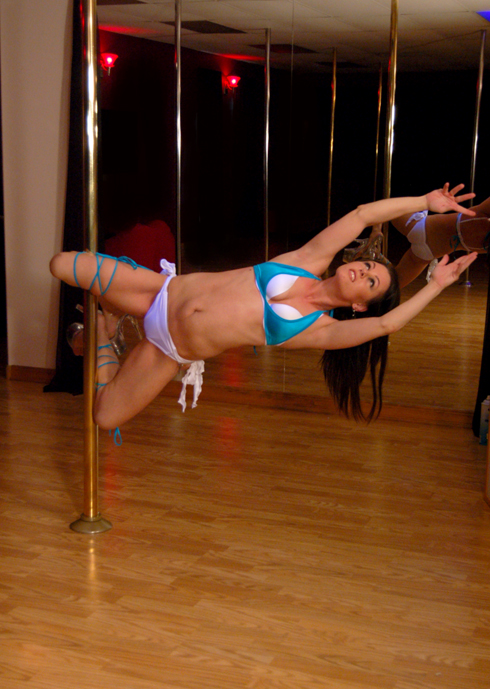
Pole dance.

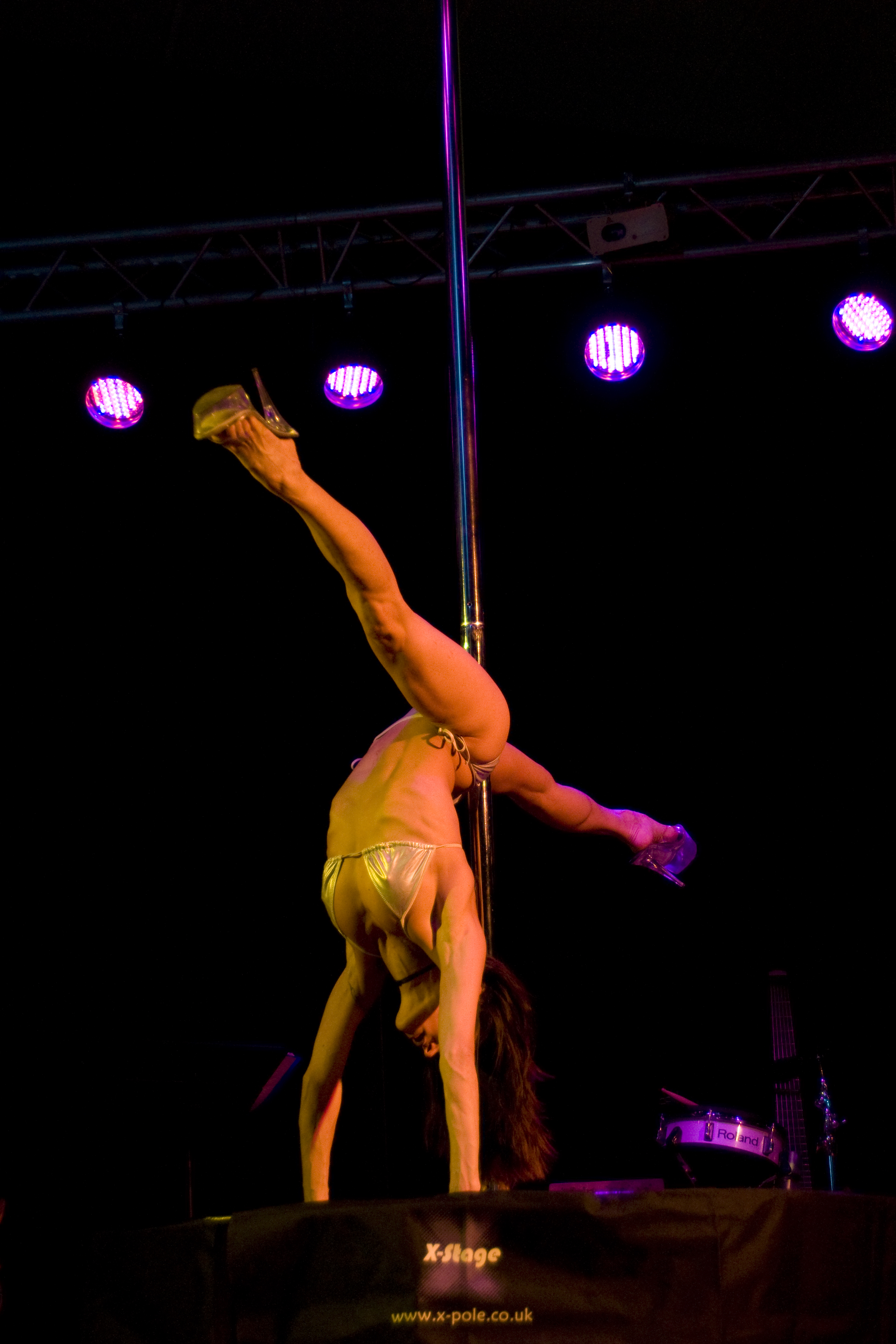
Pole dance.

El baile en barra (también conocido como pole dance, baile de barra, baile del caño,  americana o baile del tubo) es una forma de baile cuyos orígenes se remontan a la Inglaterra de los años 1980. Se trata de un baile, en ocasiones sensual, utilizando como elemento un poste o caño vertical sobre el cual el/la bailarín/a realiza su actuación. Este término es comúnmente asociado al ámbito de los strip clubs, aunque recientemente también se utiliza el baile en barra artístico (caños chinos) en los cabarés y circos en espectáculos acrobáticos que no emplean el erotismo como herramienta visual.
El baile en barra requiere de fuerza y resistencia. En los strip club  se realiza de forma no tan gimnástica, sino más bien acompañado de un striptease. La bailarina o el bailarín debe sostener el poste con una o ambas manos para poder realizar movimientos atléticos que incluye: ascensos, giros e inversión corporal. La parte superior del cuerpo, así como fortalecer los abdominales y el núcleo principal de la fuerza son importantes para el dominio del baile en barra, el cual lleva tiempo para desarrollarse.
El baile en barra, pese a sus inicios eróticos en clubes nocturnos tanto para hombres como para mujeres, es considerado en la actualidad como una forma reconocida de ejercicio y puede ser utilizado como una gimnasia aeróbica y anaeróbica en sesiones. Reconocidas escuelas de gimnasia están agregando este baile como parte de su repertorio elevando así su popularidad. También es catalogado por algunos como un arte escénico. Un ejemplo de baile en barra como desempeño del arte escénico puede verse en Montreal, concretamente en el Cirque du Soleil. En este circo, acróbatas vestidos de múltiples colores realizan esta práctica con movimientos que implican una gran cantidad de fuerza y habilidad.

## El caño

### Caño común
Normalmente consiste en un tubo de acero con sección circular, que se extiende de piso a techo. La colocación en el techo da más estabilidad, pero no siempre es realidad, sobre todo en clubes nocturnos con límites más elevados. En los Estados Unidos, el diámetro suele ser alrededor de 5 cm (2 pulgadas), lo que permite que se tome cómodamente con una sola mano. En Asia, el diámetro suele ser ligeramente menor de 4,5 cm o menos.
Las versiones caseras pueden ser utilizadas para la práctica o ejercicio aeróbico. Los materiales incluyen acero inoxidable pulido, acero cromado, acrílico con efectos de iluminación por diodo, revestimiento de titanio y latón. Cada material permite una capacidad de agarre diferente. El pulido de acero es uno de los materiales, que prevé un más rápido y fluido baile; el latón, más fricción, permite un más fácil agarre con las manos o los muslos y la creación de un lento, y sensual estilo de baile.

### Caño de show

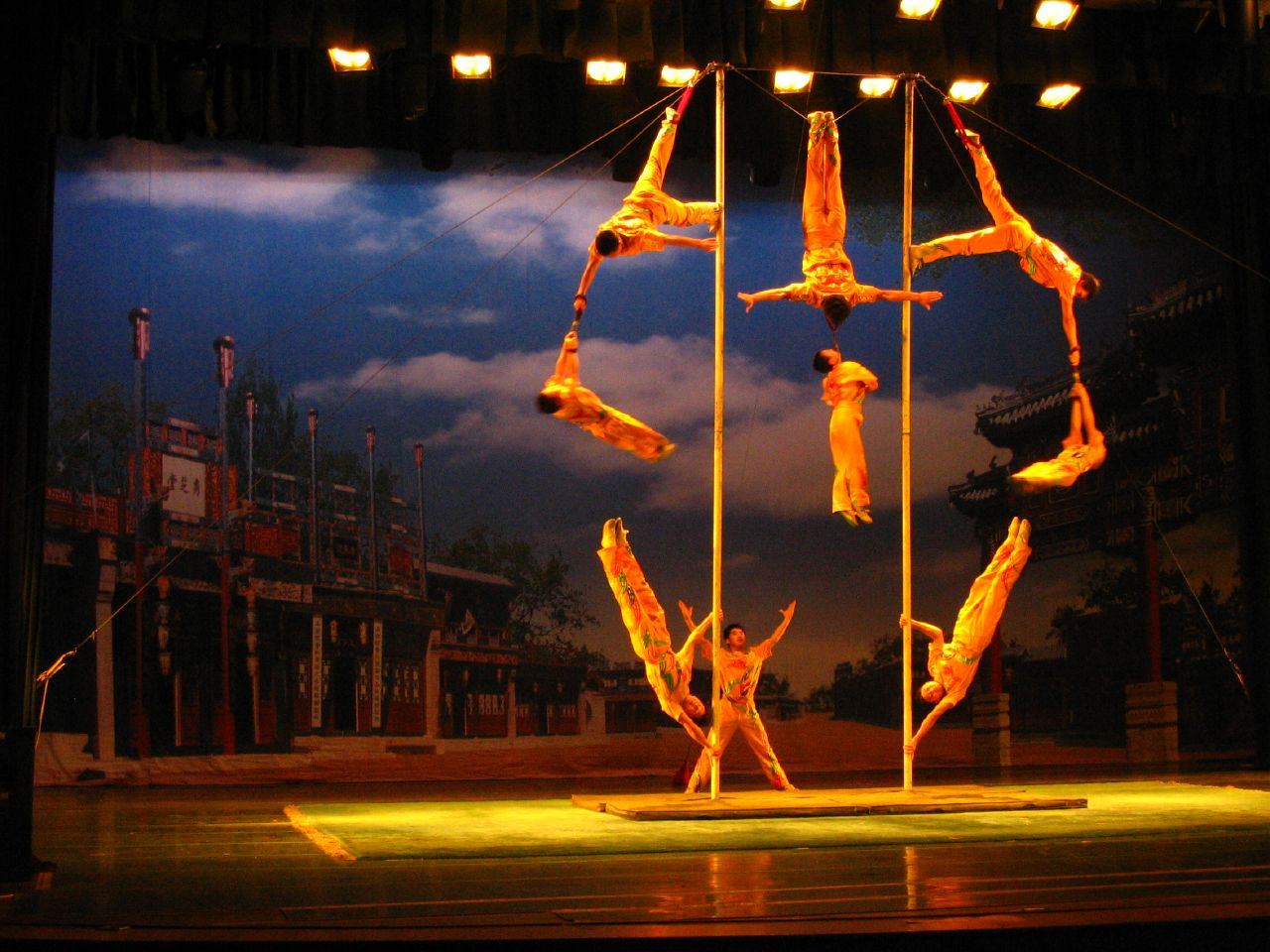
Caño chino en un circo.

En la actualidad hay caños disponibles para su uso en los clubes que proporcionan efectos visuales. Estos postes están hechos con plástico claro y contienen agua, brillo, y materiales especiales que resaltan cuando se utiliza en conjunción con iluminación estroboscópica, así como la iluminación oculta en su base de vigas. Aunque, estos postes no son los más adecuados para realizar trucos, ya que pueden doblarse un poco y tienen una tendencia a provocar quemadura por fricción cuando se desliza a poca o mucha velocidad.

## Historia

### Orígenes
La historia de los orígenes de esta disciplina mezcla diferentes culturas. Aunque sus verdaderos inicios no están claros, se remontan a África, Europa y Estados Unidos, donde las mujeres desarrollaban desde bailes y ritos de fertilidad para atraer la atención de los hombres hasta convertirse en una técnica de ejercicio. Por un lado, para algunos, la génesis de esta disciplina se originó a partir de las danzas tribales africanas. Las mujeres bailaban alrededor de un poste de madera en frente de los hombres con quienes estaban comprometidas. La danza seductora que llevaban a cabo pretendía mostrar cómo las mujeres deseaban que su futuro marido hiciera el amor con ellas. El otro origen posible se remonta al siglo XII con el "Poste de Mayo"un ritual que apuntaba a incrementar la fertilidad, donde las mujeres bailaban alrededor de un palo vertical de madera que tenía una representación fálica. Se realizaba normalmente en mayo, de ahí su nombre, y duró hasta el año 1547, cuando la tradición fue destruida como símbolo pagano. Una disciplina estrechamente relacionada con "el baile del caño" es la Mallastambha, un entrenamiento de fuerza llevado a cabo en un poste de hierro, conocido como el stambha. Nacido como un deporte antiguo de la India, esta técnica construye el físico igual que el pole-dance pero está diseñado únicamente para hombres. Los participantes se tuercen, giran y realizan posiciones en toda la longitud de la barra, desarrollando destreza y agilidad. Esta técnica desapareció durante varios siglos y resurgió en la década de 1920. Durante la Gran Depresión, en épocas de posguerra, en los circos que viajaban por todo el mundo con sus espectáculos, las mujeres bailaban alrededor de los postes que sostenían las carpas, deslizándose arriba y abajo y posando. Así ganó popularidad y se tornó en un espectáculo frecuente dentro de la escena burlesca a lo largo de la década de 1950. Ya instalado como una danza sensual, el baile en el caño más antiguo registrado en Estados Unidos fue en Óregon, en 1968. La locura por el caño se extendió a la zona roja de Canadá en Vancouver y las mujeres que lo realizaban comenzaron a vestirse con trajes temáticos, utilizar rutinas musicales y bailar sensualmente en sus actuaciones. Más tarde se propagaron en los clubes de striptease en todas partes y perdieron todo el aspecto "musical", pero manteniendo la seducción, la escasa cantidad de ropa y, naturalmente, el caño. Hoy en día el baile del tubo sigue siendo considerado como sensual y erótico por muchos y todavía se encuentra en los clubs de striptease, aunque también ha evolucionado como una forma de danza aeróbica y aspira a ser considerado "deporte".
Si bien el ‘pole dance’ siguió practicándose en las siguientes décadas en los bares de Norteamérica y Gran Bretaña, fue en los años noventa que llamó la atención del público gracias a la película “Striptease”, en la que Demi Moore mostró sus habilidades como bailarina del famoso tubo.

### Pole Dance en Europa
El Pole Dance empezó a concebirse como deporte en Europa, específicamente en Ámsterdam, siendo este lugar en donde nació la primera federación del mundo: "World Pole Dance Federation" (WPDF) en el 2003 y desde entonces ha ido implantándose y creciendo alrededor del mundo como la federación oficial de baile en barra vertical. Implantándose posteriormente en España en el año 2006, para establecerse como federación y creando una delegación.

### Pole Dance en Latinoamérica
Los primeros países de América Latina en donde se formaron escuelas, instituciones y academias fueron México, Argentina y Brasil, de modo que ellos son los pioneros en la formación de centenares de practicantes de dicha actividad. Sin embargo en los últimos años, esta actividad se ha expandido por países como Chile, Perú, Colombia, Costa Rica y Venezuela a nivel de gimnasios y academias privadas.
Latinoamérica
Por otro lado, la Instructora de Pole Dance Studios y pionera del Pole Fitness en Argentina y Latinoamérica, Mariana Legarreta, afirma en su página web que el Pole Dance es una novedad en el mundo de la gimnasia recreativa, convirtiéndose en una disciplina que requiere de un entrenamiento especializado. Menciona también que el desarrollo de los primeros estudios de Pole Dance en Latinoamérica aparecieron en el año 2005 en la ciudad de Buenos Aires, Argentina; incluyendo un método basándose clases europeas que obtiene la aprobación por un equipo kinesiológico.

## Campeonato Mundial de Deportes de Pole
"Existen un sin número de competencias de pole fitness en el mundo, anteriormente se denominaban campeonatos de pole dance nombre que está quedando atrás para darle paso a los Championship o campeonatos mundiales. Hay competencias europeas y latinoamericanas" (Daniela Abello, instructora de pole fitness).

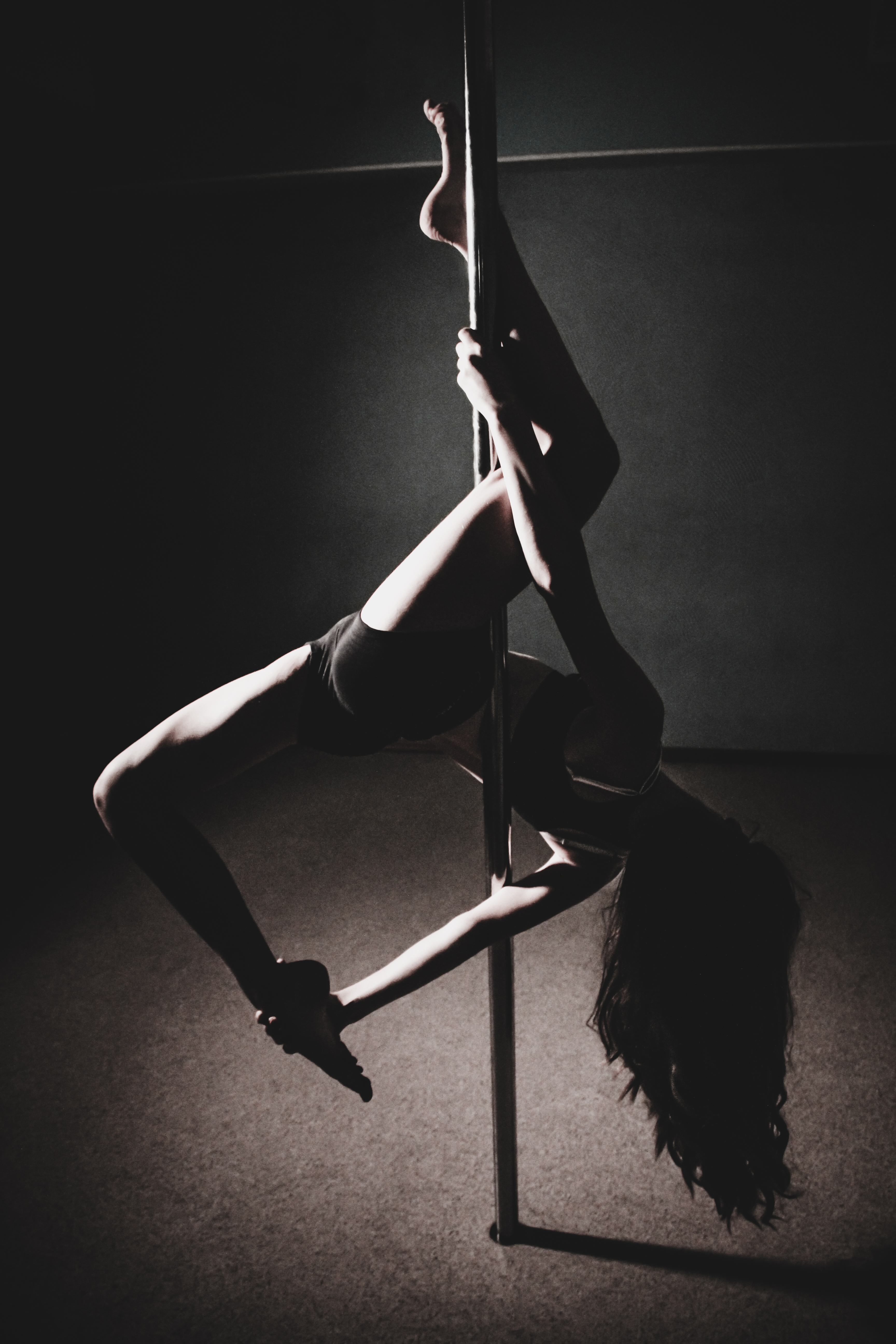

Según la página de International Pole Sport Federation (IPSF) o Federación Internacional de Deportes de Pole, que es la institución encargada de apoyar a individuos y federaciones nacionales para unificar la industria del pole deportivo mediante el establecimiento de un formato que será aceptado por los órganos internacionales de gestión deportiva, el objetivo del IPSF es que el Comité Olímpico reconozca el Pole Sports como un deporte oficial y se convierta en parte de los Juegos Olímpicos.
El International Pole Championship Campeonato Mundial de Deportes de Pole fue creado por la Federación Internacional de Deportes de Pole en 2012.
Realizado cada julio en Londres, los eventos del fin de semana ven más de 150 competidores de 30 países diferentes compitiendo entre sí en las siguientes categorías:
- Hombre
- Mujer
- Dobles
- Maestros (40+ y 50+)
- Jóvenes (10-14 y 15-17)[12]

## Galería

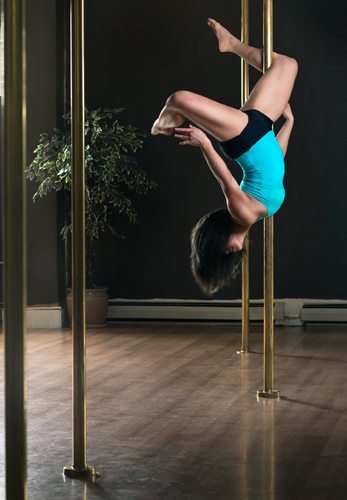
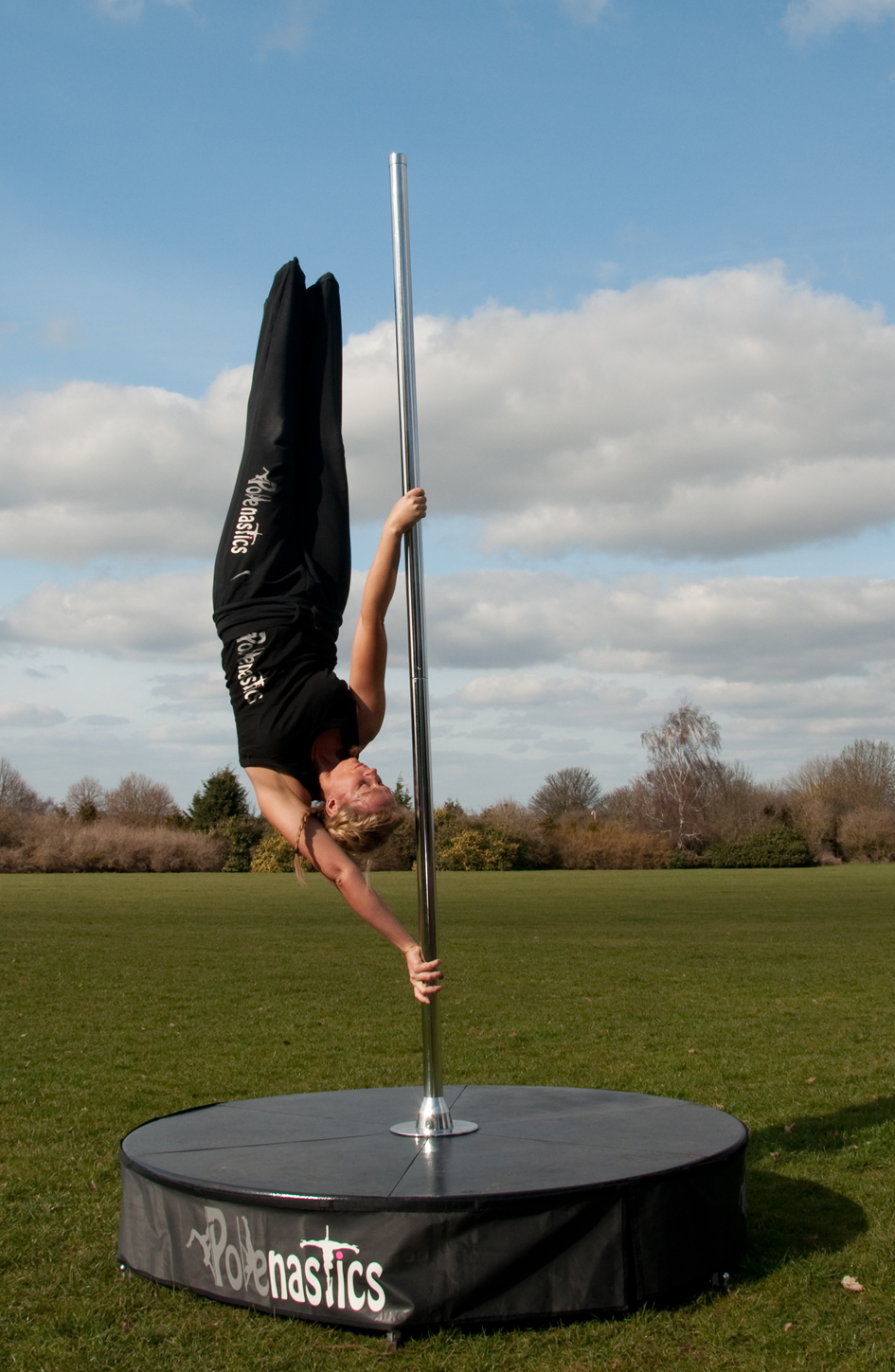
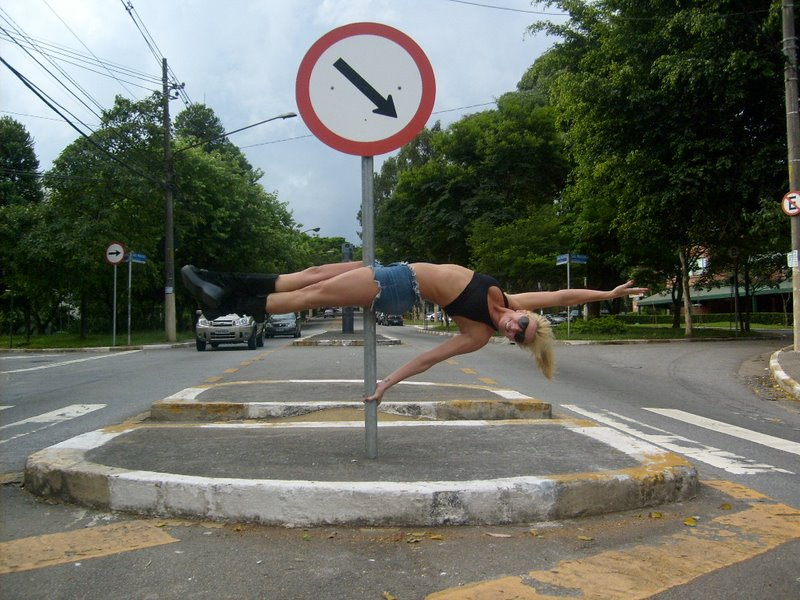
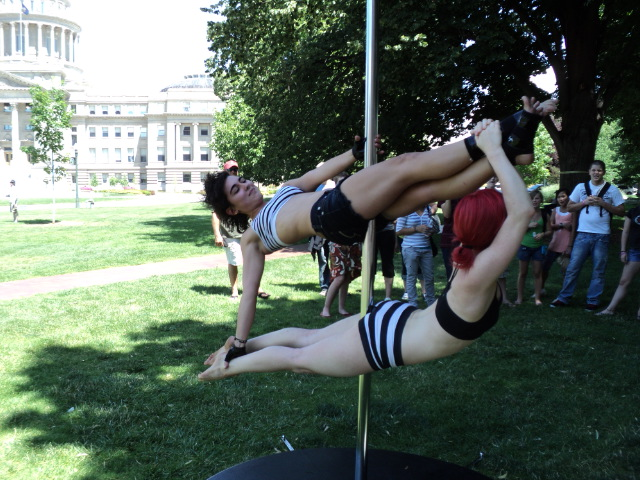
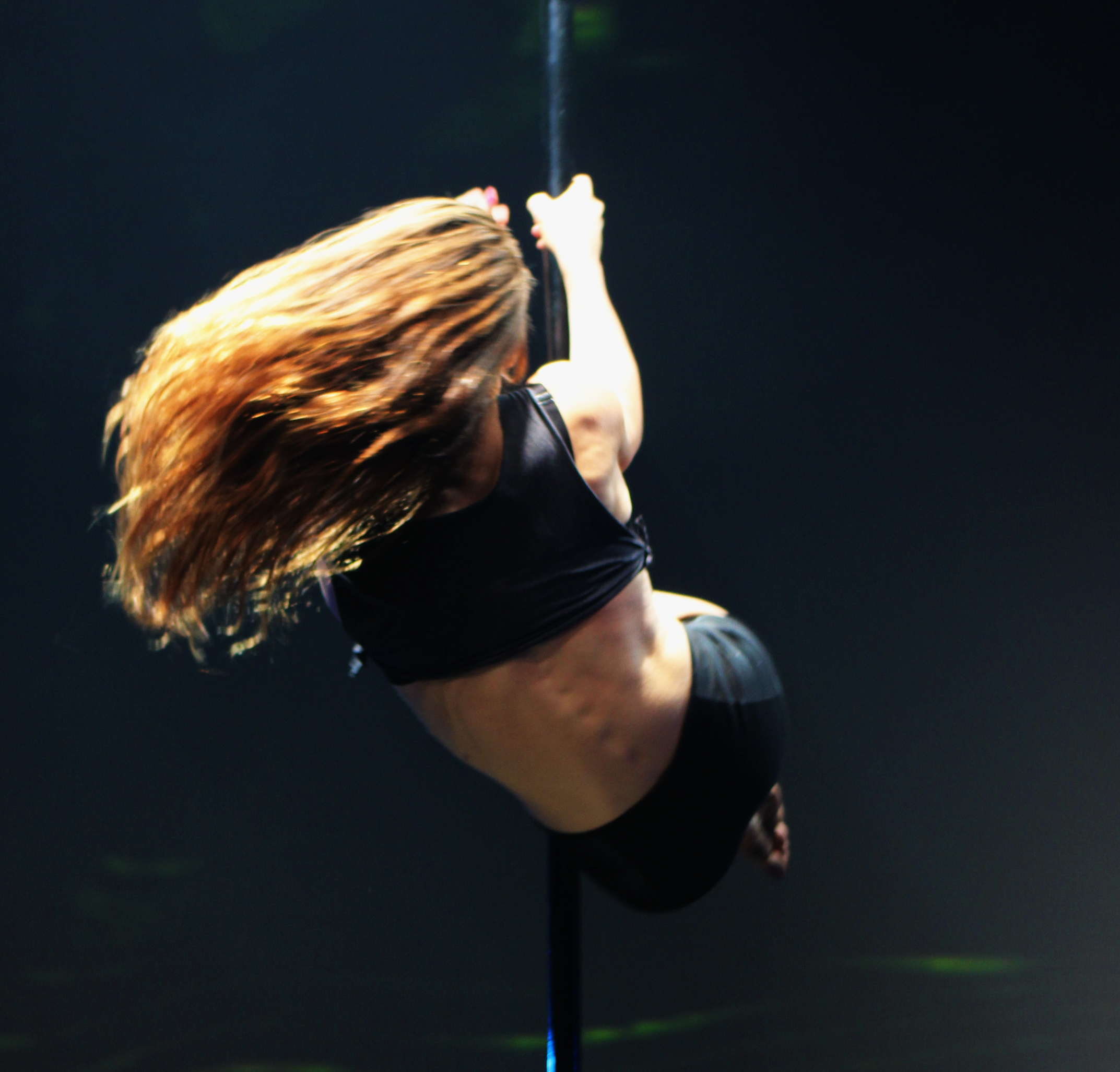
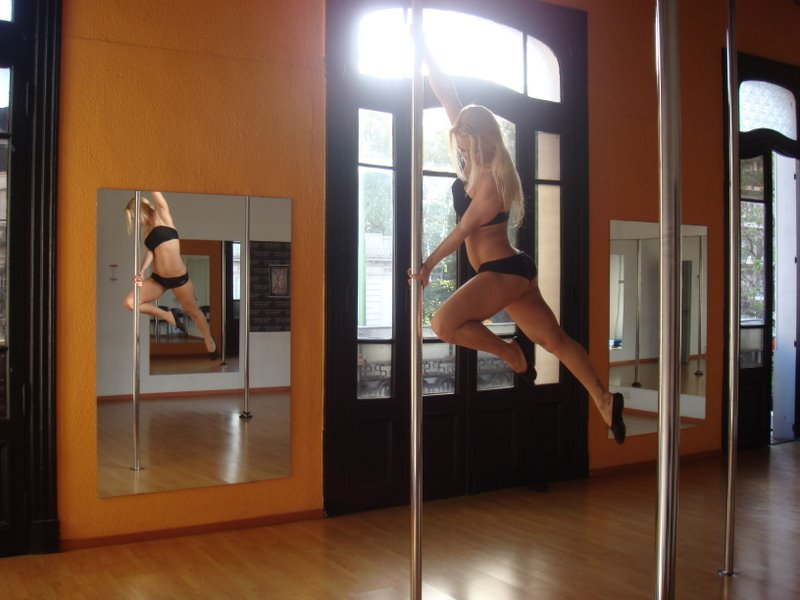